# Apona mandarina
Apona mandarina là một loài bướm đêm thuộc họ Eupterotidae. Loài này được John Henry Leech mô tả năm 1898. Loài này có ở Trung và Tây Trung Quốc.
Con trưởng thành có nhiều màu sắc khác nhau, từ xám tro đến nâu vàng hoặc hạt dẻ sẫm.